# Boderne (Hellebæk Sogn)
 For alternative betydninger, se Boderne. (Se også artikler, som begynder med Boderne)
Boderne (tidligere Boerne) er navnet på en bydel i Hellebæk beliggende mellem de tidligere fiskerlejer Ellekilde og Ålsgårde i Helsingør Kommune.
Boderne hørte oprindeligt under Tikøb sogn, senere Hornbæk-Hellebæk sogn og endnu senere Hellebæk Sogn, Lynge-Kronborg herred, Frederiksborg amt.

## Historie
I henhold til jordebogen for Kronborg og Frederiksborg len 1582-83 havde Boderne 5 fiskere, som kun ydede fisk i landgilde.
Ifølge matriklen fra 1682 bestod Boderne da af 3 fiskerhuse med jord, i alt 6,2 tdr. land dyrket areal til en værdi af 1,91 tdr. htk. Rettelig var der tog tale om to huse samt et tredje, Boebacken (Bobakken). Husene lå ved stranden, og beboerne "nærer sig af Fiskeri." Til husene hørte nogle engstykker.
I takt med, at bebyggelsen voksede i forlængelse af Helsingør-Hornbæk Banens anlæggelse i 1906 (senere forlænget til Gilleleje) blev også Bobakken inddraget i bebyggelsesudviklingen, idet der blev oprettet et trinbræt ved Skibstrup. I 1906 optaltes 125 indbyggere, i 1911 1096 indbyggere fordelt på 28 huse, og i 1916 110 indbyggere fordelt på 21 huse sidstnævnte år. I 1921 var antallet blot 59 fordelt på 17 huse. Boderne regnedes da allerede som en del af Hellebæk stationsbys område. Boderne havde allerede inden århundredeskiftet (1900) udviklet sig til en samlet kystbebyggelse langs Nordre Strandvej, sammenvokset med fiskerlejerne Ellekilde mod vest og Ålsgårde mod øst, som i årene efter århundredeskiftet blev opslugt af den hurtigt voksende stationsby Hellebæk.